# St. Otger (Stadtlohn)

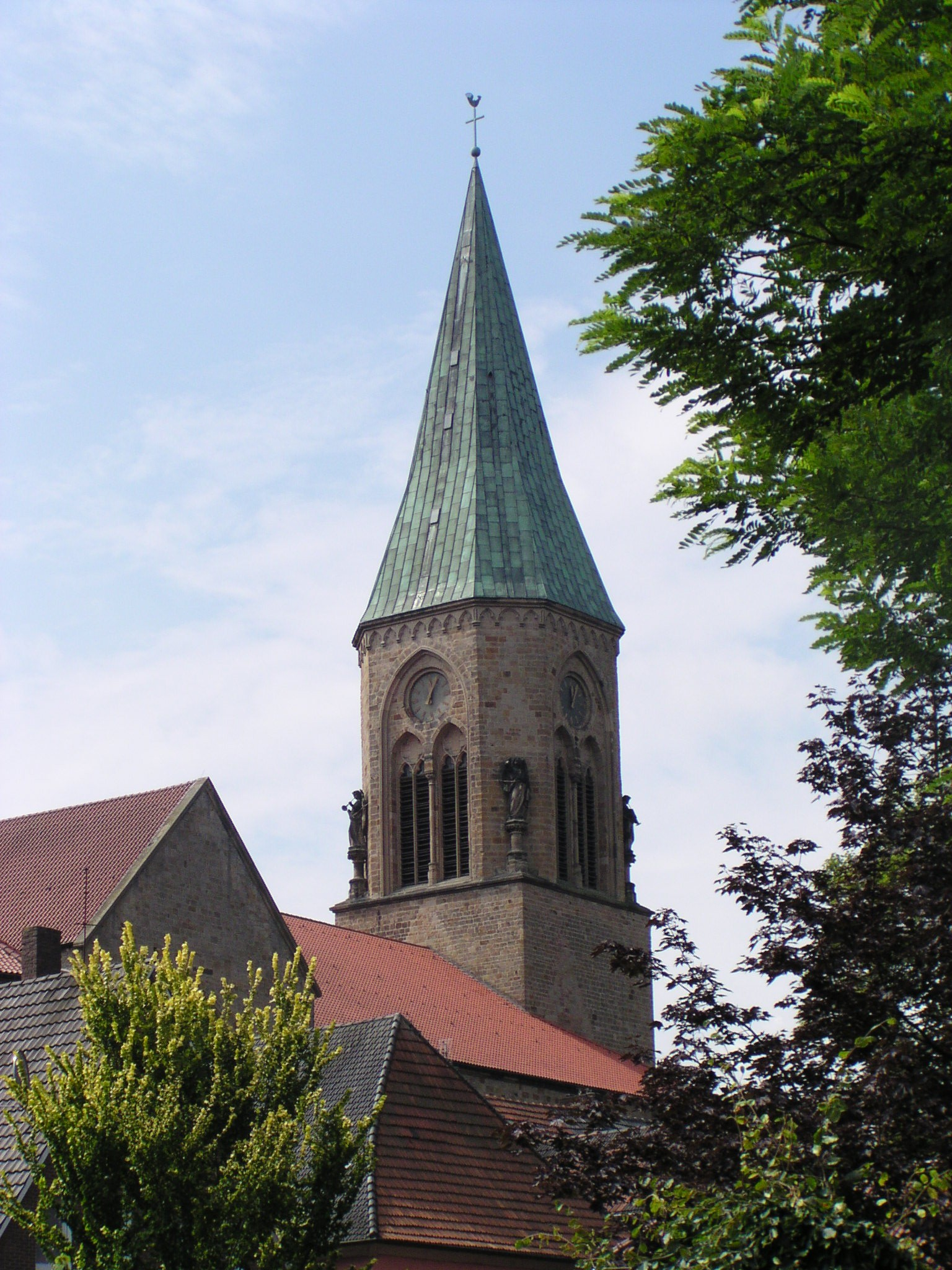
Die Pfarrkirche St. Otger in Stadtlohn.

Die Kirche St. Otger ist Pfarrkirche der katholischen Kirchengemeinde St. Otger in Stadtlohn, zu der noch die Kirche St. Joseph aus den 1960er Jahren im Stadtgebiet und die Kirche St. Karl Borromäus in der Bauerschaft Estern-Büren gehören. Sie befindet sich im Stadtzentrum von Stadtlohn im Kreis Borken.

## Geschichte
Stadtlohn gilt als eine der um 800 gegründeten Urpfarreien des Münsterlandes. Der damaligen (vermuteten) Holzkirche folgte im 11. Jahrhundert eine einschiffige, romanische Steinkirche. Nach 1250 frühgotisch umgebaut wurde sie während der Ottensteiner Fehde (Bischof Otto IV., Graf von Hoya gegen Graf Heinrich II. von Solms, Herr zu Ottenstein) gebrandschatzt. Im 15. Jahrhundert wurde St. Otger als niederrheinische Stufenhalle neu erbaut. Das Untergeschoss des Turmes blieb romanisch. Um das Jahr 1500 wurde das Raumbild durch Aufstockung des Südseitenschiffes nach Art einer westfälischen Hallenkirche deutlich verändert (vgl. das Raumbild von St. Dionysius in Rheine). Diese Kirche blieb mit im 18. Jahrhundert erhaltener Barockausstattung bis 1889 bestehen.

## Namenspatron
Der heilige Otger war ein angelsächsischer Diakon. Um 700 verließ er seine Heimat, um sich dem Ideal der asketischen Heimatlosigkeit zu verschreiben. Sein Weg führte ihn zum Petersberg bei Roermond, später Odilienberg genannt. Der Petersberg wurde Ausgangspunkt seines missionarischen Wirkens.
Einzelheiten aus seinem Leben sind nicht bekannt. Er starb vermutlich 713 auf dem Petersberg. Die Legende schildert ihn als frommen Mann, der sich besonders durch Geduld, Gehorsam und Gottesfurcht auszeichnete. Auf dem Petersberg, auf dem die Basilika Basiliek van de H. H. Wiro, Plechelmus en Otgerus steht, sollen sich auf seine Fürsprache hin viele Wunder ereignet haben.
In der Kirche ist der Heilige mit seinen Attributen, dem Evangelienbuch und dem Kreuz, zweimal zu sehen: Eine Statue zeigt ihn am Westportal, ein Wandbild an einem Pfeiler im Mittelschiff.

## Baubeschreibung
Die heutige St.-Otger-Kirche wurde von 1889 bis 1892 erbaut und war bis 1945 ein einheitlicher Neubau im Stil der Neugotik nach Plänen von Hilger Hertel d. J., eine Hallenkirche mit Pseudoquerschiff (vgl. St. Nikomedes (Borghorst)) und einem 102 Meter hohen Turm. Nach Zerstörung bis auf die Außenmauern im März 1945 wurde die Kirche wiederaufgebaut. Erhalten blieben bzw. rekonstruiert wurden der Turm, der allerdings mit 74 Metern bedeutend niedriger ausfiel, die Außenmauern und die Gewölbe von Chor und der beiden Nebenchöre. Langhaus und Querschiff erhielten eine Flachdecke. Später ergänzte man diesen Wiederaufbau durch gotische Gurtbögen und eine halbwegs neugotische Farbgebung. Die vorerst ohne Maßwerk gebliebenen Fenster erhielten ein solches in symmetrisch frei gestalteter Form, in etwa Bienenwaben nachgebildet. Unter dem Chor befindet sich eine Krypta.

## Ausstattung
Neben diversen Plastiken aus dem Vorgängerbau befinden sich an der Pfeilern gemalte Darstellungen der Patrone von Stadtlohn und von Stadtlohns Nachbarpfarreien. Das sind St. Otger, St. Josef (Stadtlohn), St. Vitus (Südlohn), St. Karl Borromäus (Estern-Büren), St. Ludgerus (Weseke) und St. Pankratius (Gescher). Es sind Arbeiten von Theo Heiermann und Elmar Hillebrand. Des Weiteren befinden sich an weiteren Bauteilen der Kirche noch andere biblische Darstellungen.
Im Kirchenschatz befinden sich eine äußerst schlichte, rundliche Monstranz und eine prächtigere, barocke Sonnenmonstranz aus der alten St.-Otger-Kirche. Von dem Verbleib des gotischen Sakramentshauses fehlen weitere Informationen.
Der Kreuzweg an der Südwand des Kirchenschiffes schuf in den 50er Jahren die Stadtlohner Töpfermeisterin Myriam Cappel als flächiges Tonbild mit mosaikartiger Glasfenstereinteilung. Er wurde durch die Künstler Theo Heiermann und Elmar Hillebrand mit einem Zyklus an Wandbildern mit alt- und frühchristlichen Landschaften in den Kirchenraum eingebunden.
Aus dem Travertin des früheren Sakramentsaltars und der Seitenaltäre haben Theo Heiermann und Elmar Hillebrand den neuen Altar gestaltet. Auch der Ambo ist aus Travertin mit einer Bronzekrone als Buchpult.
Die Tabernakelstele ist ein Werk des Bildhauers Ulrich Hahn aus Aachen von 1990. Vier massive Travertinquader bilden die Basis des Sakramenthauses. Ein Doppelkreuz aus Messing verbindet die Blöcke und trägt den Tabernakel aus Eichenholz. Auf dem Sockel steht das Haus, aus zwölf massiven Travertinscheiben errichtet.

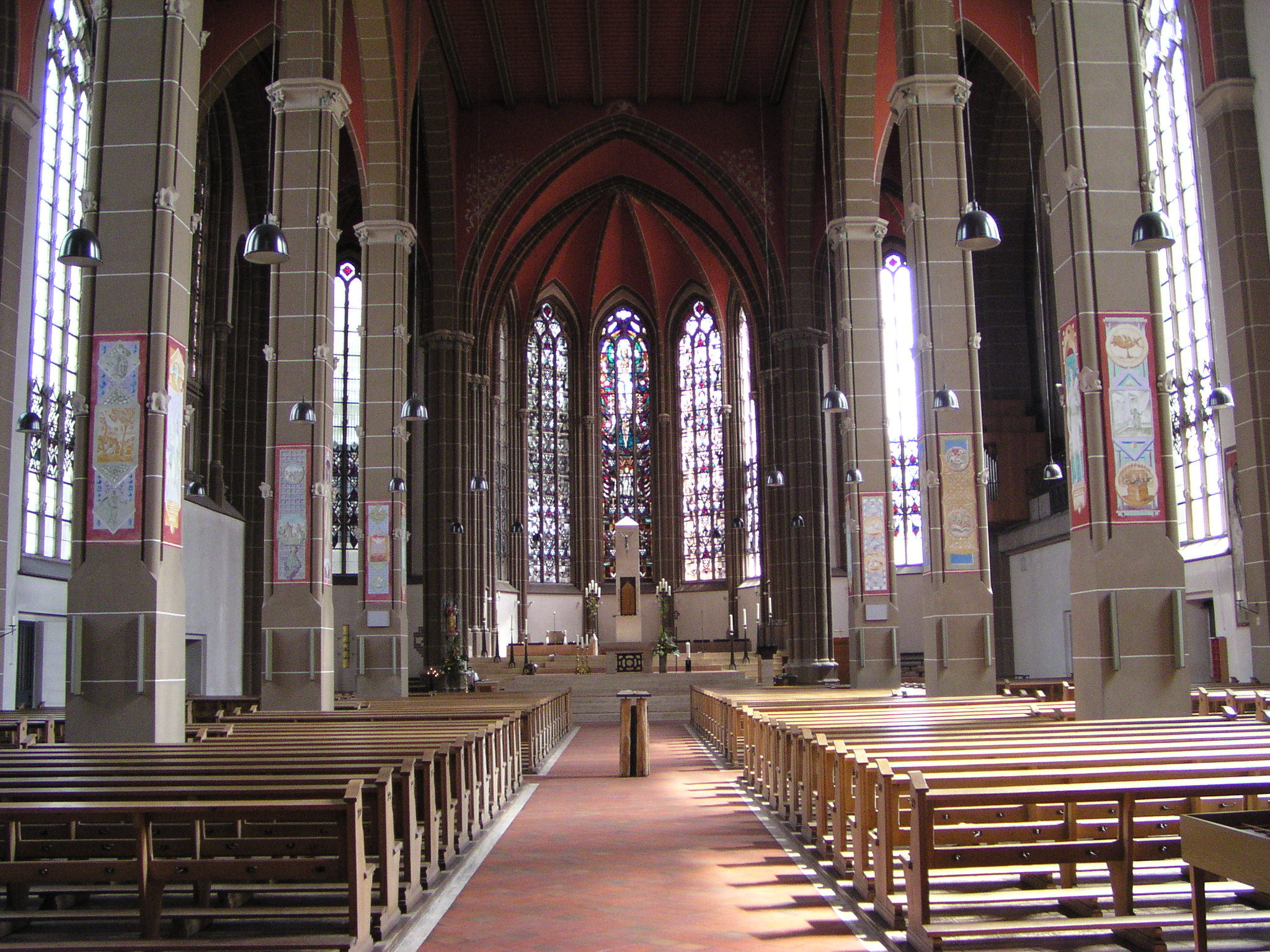
Inneres der Pfarrkirche St. Otger in Stadtlohn.

In der St. Otger-Kirche hat das Kreuz seinen Platz an der Stirnseite der Tabernakelstele. Der Korpus aus Eichenholz stammt aus dem 17. Jahrhundert. Im Barock haben die Künstler den leidenden Christus betont. Die Dornenkrone, die Gesichtszüge, der nach vorn geneigte Leib und die genagelten Füße weisen auf das Leid Christi hin.
Eine 75 cm hohe Eichenholzfigur der Anna Selbdritt stammt aus der zweiten Hälfte des 15. Jahrhunderts. Selbdritt ist eine alte sprachliche Form für „zu dritt“. Dargestellt sind die heilige Anna, ihre Tochter Maria und das Jesuskind. Anna sitzt auf einer Holzbank. Ihren rechten Arm hat sie um Maria gelegt, die links neben ihr steht. Das Jesuskind sitzt auf Annas Schoß und wird von ihrer linken Hand gehalten.
In der Vorhalle des nördlichen Seiteneingangs hat die Siebenschmerzenmadonna ihren Platz. Die Figur aus Lindenholz stammt aus der 1. Hälfte des 18. Jahrhunderts.
In der rechten Fensternische der Krypta steht eine Barockfigur des heiligen Bischofs Liudger aus Lindenholz wohl aus dem 17. Jahrhundert. Er trägt die Insignien Mitra, Stab und Kreuz sowie in seiner linken Hand das Evangelienbuch.

## Orgel
Die Orgel wurde im Jahre 1951 von Franz Breil (Dorsten) als elektropneumatisches Kegelladeninstrument mit Freipfeifenprospekt und zunächst 32 Registern errichtet. 1976 wurde das Instrument von Breil um ein Schwellwerk erweitert, 1985–86 auf Schleifladen umgebaut und in ein neues Gehäuse gestellt. 1999 wurde es von Alfred Führer (Wilhelmshaven) mit mechanischer Tontraktur versehen und neu intoniert. Die heute 51 Register sind auf 3 Manuale und Pedal verteilt und können vom angebauten Spieltisch mechanisch sowie von einem zweiten, fahrbaren Spieltisch im Kirchenraum elektrisch angespielt werden.
| I Rückpositiv C–g3 |       |
| Prinzipal          | 8′    |
| Gedackt            | 8′    |
| Salicional         | 8′    |
| Oktave             | 4′    |
| Blockflöte         | 4′    |
| Nasat              | 2 ⁄3′ |
| Oktave             | 2′    |
| Koppelflöte        | 2′    |
| Gemsflöte          | 1 ⁄3′ |
| Sesquialter II     |       |
| Scharff IV         |       |
| Dulzian            | 16′   |
| Schalmey           | 8′    |
| Tremulant          |       |

| II Hauptwerk C–g3  |       |
| Prinzipal          | 16′   |
| Prinzipal          | 8′    |
| Rohrflöte          | 8′    |
| Spitzgamba         | 8′    |
| Oktave             | 4′    |
| Nachthorn          | 4′    |
| Quinte             | 2 ⁄3′ |
| Oktave             | 2′    |
| Kornett (ab c0) IV |       |
| Mixtur IV-V        | 2′    |
| Zimbel             | 1⁄2′  |
| Trompete           | 16′   |
| Trompete           | 8′    |
| Trompette harm.    | 4′    |

| III Schwellwerk C–g3 |        |
| Geigenprinzipal      | 8′     |
| Flûte harmonique     | 8′     |
| Holzflöte            | 8′     |
| Dulzflöte            | 8′     |
| Schwebung (ab c0)    | 8′     |
| Prinzipal            | 4′     |
| Traversflöte         | 4′     |
| Quinte               | 2 ⁄3′  |
| Schwiegel            | 2′     |
| Terz                 | 1 3⁄5′ |
| Mixtur V             | 2′     |
| Trompette            | 8′     |
| Hautbois             | 8′     |
| Tremulant            |        |

| Pedalwerk C–f1 |         |
| Prinzipalbass  | 16′     |
| Subbass        | 16′     |
| Quintbass      | 10 2⁄3′ |
| Oktavbass      | 8′      |
| Gedacktbass    | 8′      |
| Choralbass     | 4′      |
| Hohlpfeife     | 2′      |
| Hintersatz V   | 2 ⁄3′   |
| Posaune        | 16′     |
| Basstrompete   | 8′      |
| Clairon        | 4′      |

- Normalkoppeln: I/II, III/II, III/I, I/P, II/P, III/P
- Spielhilfen: Setzeranlage, Schwelltritt, Registerschweller als Walze

## Glocken
Im Turm hängt ein 6-stimmiges Bronze-Geläut mit den Schlagtönen h0, cis1, dis1, fis1, gis1 und h1. Es wurde im Jahre 1949 von Josef Feldmann bei Petit & Gebr. Edelbrock im benachbarten Gescher gegossen.